# 佩列亞斯拉夫西克
50°15′50″N 31°39′27″E / 50.26389°N 31.65750°E
佩雷亞斯拉夫斯凱（烏克蘭語：Переяславське）是位於烏克蘭北部的村莊，由基辅州鲍里斯皮尔区的斯圖德尼基市鎮負責管轄。該村始建於1898年，面積2.72平方公里，海拔高度132米，2001年人口1,382，人口密度每平方公里508.1人。